# گری لوکزی
گری لوکزی (انگلیسی: Gary Lucchesi؛ زادهٔ ۴ ژانویهٔ ۱۹۵۵) تهیه‌کننده فیلم اهل ایالات متحده آمریکا و رئیس پیشین انجمن تهیه‌کنندگان آمریکا بود.
از فیلم‌ها یا مجموعه‌های تلویزیونی که وی در آن‌ها نقش داشته‌است، می‌توان به گوتی، چیره‌دستی، سه آرزو، ترس کهن، عروس فراری، شور ذهن، بهترین چیز بعدی، پاییز در نیویورک، هدیه، پیشگویی‌های مرد شاپرکی، ننگ بشری، دنیای مردگان، دختر میلیون دلاری، ویکر پارک، غار، جن‌گیری امیلی رز، ایان فلاکس، جهان زیرین: تکامل، این دختر همان مرد است، کرانک، میثاق، ضیافت عشق، هنری پول اینجاست، نایافتنی، مرثیه، آسیب‌شناسی، قطار گوشت نیمه‌شب، جهان زیرین: ظهور لایکن‌ها، کرانک: ولتاژ بالا، حقیقت زشت، گیمر، وکیل لینکلن، جهان زیرین: بیداری، شماره یک: پول، گمشده، رفقای استوار، من، فرانکنشتاین، گام شرمسارانه، روزگار آدلین، نوارهای واتیکان، پسر، نغمه آمریکایی، جهان زیرین: جنگ‌های خونین، شناور و پسر ۲ اشاره نمود.